# وین توماس (بازیکن فوتبال)
وین توماس (انگلیسی: Wayne Thomas؛ زادهٔ ۱۷ مهٔ ۱۹۷۹) یک بازیکن فوتبال اهل بریتانیا است.